# One-Night-Stand
Als One-Night-Stand (von englisch one-night stand in derselben Bedeutung; ursprünglich für „einmalige Bühnenaufführung“) wird eine einmalige sexuelle Begegnung bezeichnet. Der Begriff wurde ins Deutsche übernommen, nachdem er schon im Englischen diese Bedeutung hatte. Im Mittelpunkt steht in der Regel die Erfüllung gegenseitiger sexueller Bedürfnisse, nicht jedoch die Absicht des Aufbaus einer Beziehung. Im Jargon von Kontaktanzeigen und Kontaktforen im Internet ist die Abkürzung ONS allgemein üblich.
Auch die Person, mit der eine solche sexuelle Begegnung stattfindet, wird manchmal als One-Night-Stand bezeichnet.
Zu unterscheiden ist der One-Night-Stand vom Quickie, dessen Kennzeichen in der Kürze des Aktes liegt und der auch zwischen Partnern in einer dauerhaften Beziehung vorkommen kann. Bei einer Vergütung der sexuellen Handlung durch einen der Teilnehmer handelt es sich in der Regel nicht um einen One-Night-Stand, sondern um Prostitution. 
Entspringt einem One-Night-Stand ein Kind, ist die Kindsmutter gegenüber der Unterhaltsvorschussbehörde verpflichtet, alle zumutbaren Ermittlungsmaßnahmen zu ergreifen und ihre Unkenntnis über die Identität des Vaters glaubhaft zu machen.